# Orden de las Dos Sicilias
La Real Orden de las Dos Sicilias fue una orden dinástica de caballería del Reino de Nápoles y el Reino de las Dos Sicilias establecida el 24 de febrero de 1808 por José I Bonaparte, rey de España, quien a su vez era rey de Nápoles.
La orden era una forma de recompensar a los más valientes entre los que habían ayudado a las tropas de Napoleón en la ocupación del país, o los que habían prestado importantes servicios al Estado.
Joaquín Murat, rey de Nápoles y cuñado de José I, el 5 de noviembre de 1808 expandió y continuó la orden. Restaurados los Borbones en la persona de Fernando IV de Borbón, la Orden de las Dos Sicilias fue confirmada como nacional por decreto de 4 de junio de 1815.
Finalmente fue suprimida por el mismo Fernando IV (ya Fernando I de las Dos Sicilias) en 1819. Los Caballeros de la Orden de las Dos Sicilias que aún estaban en activo recibieron a cambio la Orden de San Jorge de la Reunión.
Joaquín Murat, VIII Príncipe Murat (nacido en 1944) restableció la orden el 25 de marzo de 2017, como orden dinástica.

## Descripción
Está decorada con una estrella roja de cinco puntas esmaltada en oro con el Escudo de Armas de Nápoles y Sicilia y la inscripción  Joseph Neapoles Siciliarum rex instituit.  La medalla original estaba coronada por un águila, pero Fernando I la sustituyó por una corona real y cambió la inscripción a Ferdinandus Borbonius utriusque Siciliae Rex P.F.A..